# Al-Muazam Turanšah
Turanšah (arabsko توران شاه), s polnim imenom al-Malik al-Muazam Gajat al-Din Turanšah (arabsko  الملك المعظم غياث الدين توران شاه), je bil nekaj časa leta 1249 in 1250 sultan Egipta, * ni znano, † 2. maj 1250. 

## Ozadje
Oče Turanšahu ni zaupal, zato ga je poslal v oddaljeni Hasankeyf, da se ne bi vpletal v egiptovsko politiko. Za očetovo smrt je izvedel od Farisa ad-Dina Aktaja, poveljnika očetovih bahrijskih mamelukov, ki naj bi ga odpeljal v Egipt, da bi se med sedmo križarsko vojno vojskoval proti francoskemu kralju Ludviku IX. Turanšah se je s približno petdesetimi spremljevalci odpravil proti Egiptu v začetku decembra 1249. Skupina se je na poti odločila narediti ovinek, da bi se izognila sovražnim ajubidskim tekmecem, in 4. januarja 1250 prispela v vas Kusajr blizu Damaska. Naslednji dan je bil Turanšah v Damasku uradno razglašen za sultana.

## Vladavina
Turanšah je  ostal v Damasku tri tedne in razdelil ogromne vsote denarja, da bi si zagotovil zvestobo vojakov in mestnih veljakov. Nato se je odpravil v Egipt in 23. februarja z majhnim spremstvom prispel v Mansuro.  Na očetove nasvete, naj spoštuje bahrijske mameluke, se ni oziral in je na ključne položaje imenoval svoje ljudi. Na vidna mesta je povišal tudi veliko črnih sužnjev. Njegove odločitve so odtujile močne bahrijske mameluke. 
Sodobna poročila o Turanšahu, ki niso povsem zanesljiva, ga opisujejo kot neuravnovešenega, neinteligentnega in živčnega človeka.
Turanšah je leta 1250 poveljeval egiptovski vojski v bitki pri Fariskurju, zadnji bitki sedme križarske vojne, v kateri so bili križarji popolnoma poraženi, francoski kralj Ludvik IX. pa ujet. 
Bahridi so ga sčasoma imeli dovolj. Bili so užaljeni zaradi Turanšahovega ravnanja z njimi in so morda verjeli, da bo križarjem prepustil Damietto in se nato obrnil proti njim. Frakcija mamelukov pod Bajbarsovim vodstvom se je odločila, da ga ubije. Njegov umor je zelo podrobno opisal križarski zgodovinar Jean de Joinville.

## Umor
2. maja 1250 je Turanšah priredil veliko pojedino. Ob koncu pojedine so v dvorano vdrli Bajbars in skupina mameluških vojakov in ga poskušala ubiti. Turanšah je bil ranjen, vendar mu je uspelo pobegniti v stolp ob Nilu. Mameluki so ga zasledovali in stolp zažgali, ga še drugič ranili, a jim je tudi tokrat pobegnil. Ko so ga dohiteli, jim je ponudil, da se v zameno za življenje odpove prestolu, a so ga kljub  temu ubili. Govorilo se je, da mu je Faris ad-Din Aktaj nato izrezal srce in ga odnesel ujetemu Ludviku IX. v upanju, da bo prejel nagrado, a je ni prejel. Po nekaterih poročilih ga je v resnici umoril Aktaj in ne Bajbars.

## Zapuščina
Turanšahov oče as-Salih Ajub je bil zadnji v dinastiji, ki je dejansko vladal Egiptu in drugim ajubidskim domenam. Turanšah je bil zadnji v glavni ajubidski liniji, ki je vladal v Egiptu. Izjema je bil šestletni otrok al-Ašrafa Muse, ki ga je mameluški vladar Ajbak na kratko postavil za sultana, da bi mameluški vladavini v Egiptu dal videz legitimnosti v času, ko so Egiptu grozili sirski Ajubidi.